# Адам Мароші
Адам Мароші (угор. Marosi Ádám, 26 липня 1984) — угорський сучасний п'ятиборець, олімпійський медаліст.

## Виступи на Олімпіадах
| Олімпіада   | Дисципліна | Місце |
| ----------- | ---------- | ----- |
| Лондон 2012 | особисті   | 3     |